# Dyngjufjöll
Bei den Dyngjufjöll handelt es sich um ein vulkanisches Bergmassiv im Nordosten von Island. Es gehört zum Vulkansystem Askja bzw. das Vulkansystem wird manchmal auch Dyngjufjöll genannt und ist Teil des Vatnajökull-Nationalparks. In ihm liegt auch die Caldera der Askja.

## Lage
Das gewaltige Gebirgsmassiv liegt im Hochland von Island, genauer gesagt im Ódáðahraun und umfasst etwa 600 km². Dabei bildet es fast ein perfektes Quadrat mit einer Seitenlänge von etwa 24 km. 
Der Vatnajökull mit seiner Gletscherzunge Dyngjujökull liegt 15 km südlich der Berge.
Auf der Westseite schneidet das Tal Dyngjudalur in die Berge ein, so dass man hier von den Vestari-Dyngjufjöll spricht. Diese umfassen auch den Zentralvulkan des Vulkansystems Askja.

## Geographie
Viele Gipfel der Dyngjufjöll erreichen zwischen 1.300 und 1.500 m und überragen damit den Grund der Askja-Caldera um etwa 100 – 300 m. 
Der höchste Gipfel ist der Þorvaldstindur mit einer Höhe von 1.510 m. Er ist nach einem isländischen Geologen benannt, Þorvaldur Thoroddsen.
Es handelt sich hier um den Zentralvulkan eines ca. 150 km langen Spaltensystems, das nach seiner Hauptcaldera auch Askja genannt wird.
Die Berge bestehen größtenteils aus Palagonit. Sie scheinen die Überreste eines großen Stratovulkans aus der Eiszeit zu sein. Aber seither hat der Vulkan auch stetig weitergearbeitet, so dass an den meisten Stellen dicke Lava- und Aschelagen den Palagonit bedecken.
Auch einer der Pässe zwischen den Gipfeln, Jónsskarð, ist nach einem isländischen Geologen benannt und zwar nach Jón Þorkelsson, der als Erster den Vulkan Askja beschrieb. Er untersuchte ihn nach dem großen Ausbruch von 1875. Der tiefstliegende Pass zwischen diesen Bergen, die gleichzeitig den Rand der Caldera Askja ausmachen, ist der Öskjuop. 
Hier öffnet sich die Caldera (dt. für „Askja“) nach Osten und durch ihn führt auch ein Wanderweg zum See Öskjuvatn. In diesem ertranken vermutlich im Jahre 1907 zwei deutsche Forscher, Max Rudloff und Walther von Knebel, die in der Gegend um diese Zeit verschwanden. Knebels Verlobte, Ina von Grumbkow stattete im nächsten Jahr eine vergebliche Suchexpedition aus, an der sie auch selbst teilnahm.

## Schlucht Drekagil
Ebenfalls im Osten davon liegt eine Schlucht namens Drachenschlucht (isl. Drekagil). Dort befindet sich eine Hütte Dreki des Wandervereins Akureyri. Dieser Wanderverein betreibt auch die Dyngjufjöll-Hütte, die sich nordnordwestlich der Askja befindet.

### Wissenschaftliche Beiträge
- Askja im Global Volcanism Program der Smithsonian Institution (englisch)
- Vulkanolog. Inst., Univ. Island zum Vulkansystem der Askja (PDF-Datei) (englisch)
- Univ. Island, geol.Beschreibung der Askja (englisch)
- H. Rymer, C. Locke, B. G. Ófeigsson, P. Einarsson, E. Sturkell:  New mass increase beneath Askja volcano, Iceland – a precursor to renewed activity? In: Terra Nova. Band 22, Nr. 4, 2010, S. 309–313. doi:10.1111/j.1365-3121.2010.00948.x

### Andere
- Die Askja
- Skifahren an der Askja (englisch)
- Panoramen